# Beda Hess
Beda Hess OFMConv (* 16. November 1885 in Rome; † 8. August 1953 in Assisi) war der 112. Generalminister der Franziskaner-Konventualen.

## Leben
Beda Maria Hess, Taufname Frederick, wurde am 16. November 1885 in der Stadt Rome, Diözese Syracuse, USA, als Sohn pfälzischer Einwanderer geboren. Er besuchte die Pfarrschule St. Mary's und das St. Francis College in Trenton, N.J. 1900 in Syracuse in den Orden der Franziskaner-Konventualen (Minoriten) eingetreten, legte er am 17. November 1901 die Ordensgelübde ab.
Nach dem philosophischen Studium in den USA wechselte er 1903 an die theologische Fakultät der Universität Innsbruck, wo er 1908 zum Priester geweiht (26. Juli) und zum Doktor der Theologie promoviert wurde. In die Vereinigten Staaten zurückgekehrt, war er vor allem als Lehrer und Dozent am St. Francis College in Brooklyn und dem St.-Anthony-on-Hudson-Seminar in Rensselaer eingesetzt. Von 1912 bis 1932 war er Leiter der Volksmission und Pfarrer der St. Catherine’s Church in Seaside Park, New Jersey. 1924 gründete er die Monatszeitschrift „The Minorite“ (später „The Companion of Saint Francis and Saint Anthony“), die er auch leitete. Daneben setzte er sich aktiv für die Förderung des Dritten Ordens ein, sowohl als Provinzkommissar als auch als Vorsitzender des Nationalen Exekutivausschusses (1925–1932). 1932 wurde er Dr. phil. h. c. Im selben Jahr (und erneut 1935) wählte man ihn zum Provinzial seiner Ordensprovinz und 1936 in Rom zum (ersten amerikanischen) Generalminister der Minoriten.
Während des Zweiten Weltkriegs durch päpstliche Ernennung in seinem Amt bestätigt, wurde er 1948 wiedergewählt und blieb bis zu seinem Tod am 8. August 1953 im Amt, so dass er länger als jeder andere Ordensmann außer dem hl. Bonaventura als Generalminister amtierte. Unter seiner Leitung weitete der Orden seine Aktivitäten aus, insbesondere in den Missionsgebieten. Er verhinderte durch die Zusammenarbeit mit den Nazibehörden die Zerstörung von Assisi, dem Geburtsort des hl. Franz von Assisi, und im Kalten Krieg die Auflösung der franziskanischen Ordensprovinzen hinter dem Eisernen Vorhang. Seine Schriften zu den Konstitutionen seines Ordens bewirkten eine Reform der Verwaltung und der Observanz; es kam zu einer allgemeinen Neuordnung der Studien, der Liturgie und der Missionsrichtlinien.
Hess verantwortete mehrere wissenschaftliche Schriften an der Theologischen Fakultät San Bonaventura, deren Großkanzler er qua Amt war. Zu seinem goldenen Professjubiläum 1951 erschien die Festschrift „Rinascita serafica : i Frati minori conventuali nell’ultimo cinquantennio 1900–1950“ (Roma: Curia generalizia O.F.M. Conv., 1951. 242 S.).

## Werke
- The Tertiary Director’s Guide (1926)
- De Tertio Ordine Saeculari SPN Francisci (1938)
- De Militia Mariae Immaculatae (1942)
- Manuale de Regula et Constitutionibus O.F.M.Conv. (1943).